# Jairo Martins
Jairo Martins da Silva (Recife, PE) é superintendente da Fundação Nacional da Qualidade. 
É graduado em Engenharia Eletrônica pelo ITA (Instituto Tecnológico de Aeronáutica), com pós-graduação em Marketing e Propaganda pela FAE/CDE e em Gestão Empresarial pela Duke University (EUA).
Já trabalhou na empresa Siemens no Brasil e na Alemanha nos cargos de Engenheiro de Serviços Técnicos, Diretor de Serviços, Diretor Industrial, Diretor Geral de Unidade de Negócios, Chief Executive Officer e Vice Presidente.
Paralelamente trabalha na divulgação e valorização da cachaça brasileira no cenário mundial. É autor do livro "Cachaça: o mais brasileiro dos prazeres" (Editora Anhembi Morumbi Ltda. São Paulo, 2006).